# باد بروکنوا
شهر باد بروکنوا در ایالت بایرن در کشور آلمان واقع شده است.